# 皮里山
65°15′S 63°52′W / 65.250°S 63.867°W

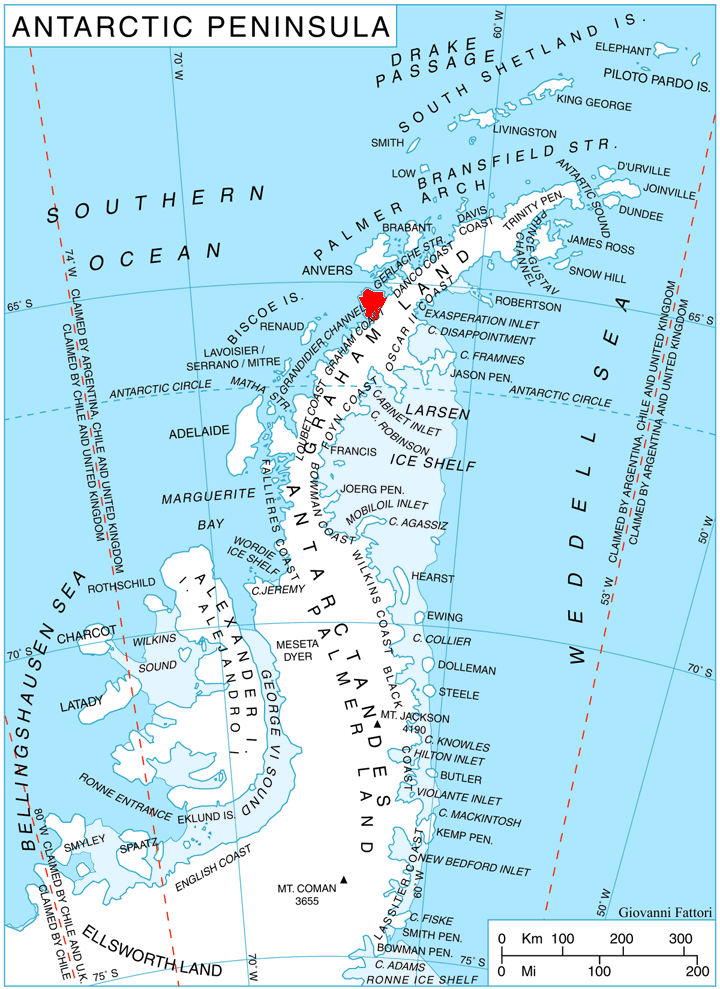

皮里山是南極洲的山峰，位於葛拉漢地西岸的基輔半島，處於圖森角東北面13公里，海拔高度1,900米，由讓-巴蒂斯特·夏古率領的法國探險隊發現。

## 外部連結
- SCAR Composite Gazetteer of Antarctica（页面存档备份，存于）.